# Simple Desktop Display Manager
Simple Desktop Display Manager (SDDM) è un programma che permette un utente di effettuare il login grafico attraverso un server X Display o Wayland SDDM è stato scritto da zero in C++11 e supporta temi grafici tramite QML.
SDDM è un software libero e open source soggetto ai termini della GNU General Public License versione 2 o successiva. 

## Utilizzo
Nel 2013, i membri KDE di Fedora hanno deciso di passare per impostazione predefinita a SDDM in Fedora 21.
KDE ha scelto SDDM come successore di KDE Display Manager per KDE Plasma 5.